# Bayer-Blasorchester Leverkusen
Das 1901 gegründete Bayer-Blasorchester Leverkusen (BBO) ist der älteste kulturelle Verein der Bayer AG und das größte Blasorchester in Leverkusen. Musikalisch zählt der aus 45 Mitspielerinnen und Mitspielern bestehende Verein zu den sinfonischen Blasorchestern. Es ist ein Laienorchester. Von 1996 bis 2021 hatte Pierre Kuijpers die künstlerische Leitung inne. Er wurde im September 2021 von Tobias Schütte abgelöst.

## Geschichte
Im Jahr 1901 wurde der Verein zunächst als „Orchesterverein der Farbenfabrik vorm. Friedrich Bayer“ gegründet. 1928 spielte das Orchester bei der Grundsteinlegung des Bibliotheksbaus des Deutschen Museums in München. Im Jahr 1966 erfolgte die Umbenennung in „Bayer-Blasorchester Leverkusen“. 1970 gründete sich aus Musikern des Bayer-Blasorchesters die Bayer-Big Band. Seit Übernahme der künstlerischen Leitung des Bayer-Blasorchesters durch Pierre Kuijpers liegt der Schwerpunkt der Arbeit auf sinfonischer Blasmusik. Zum Repertoire der  gehören neben sinfonischer Musik, auch Ausschnitt aus Opern und Musicals sowie Schlager-, Film- und Marschmusik.
Bisherige Dirigenten
- Tobias Schütte
- Pierre Kuijpers
- Betin Güneş
- Eberhard Schneider
- Gustav Haseke

## Auftritte und Konzertreisen
Seit mehr als 60 Jahren findet traditionell an Pfingstmontag das Pfingstkonzert im Erholungshaus Leverkusen statt. Weiter gibt das Orchester traditionell im Herbst ein weiteres Konzert an gleicher Stätte. Mit dem Bayer-Blasorchester Leverkusen sind Künstler wie Steven Mead, Jörg Kaufmann oder Roman Salyutov aufgetreten. Tourneen führten das Orchester bisher nach Brasilien, USA, Türkei, Italien, Österreich, Schweiz und Schweden. Verschiedene Platten- und CD-Aufnahmen.